# Alain Afflelou (entrepreneur)
Cet article concerne l'opticien et l'entrepreneur. Pour l'entreprise qu'il a créée, voir Alain Afflelou (entreprise).
Alain Afflelou est un opticien et homme d'affaires français, né le 1er janvier 1948 à Mascara (Algérie, alors française). Il est le fondateur et dirigeant de la chaîne de magasins d'optique qui porte son nom.

## Biographie
Alain Afflelou est issu d'une famille juive originaire de Mascara, dans les département d'Oran puis de Mostaganem, en Algérie française. Ses parents, Isaac Afflelou et Fernande Amsellem, sont boulangers à Sidi Bel Abbès[réf. nécessaire],  rue Jean-Jacques Rousseau, à la boulangerie « La Gerbe d’or ». En 1962, lors de l'indépendance de l'Algérie, il part pour la France avec ses parents, sa sœur Éliette et son frère, Maurice, comme des centaines de milliers de Pieds-noirs rapatriés et Juifs d'Algérie, et s'installe à Bordeaux.
Alain Afflelou a eu trois fils avec Joëlle Miler, qu'il épouse en 1971 : Lionel, Laurent et Romain, né en 1980, puis un quatrième fils, Anthony, né en 1991, avec l'ancienne coco-girl Alexandra Lorska, avec qui il vit pendant neuf ans. Il se remarie le 12 décembre 2002 avec l'ex-mannequin néerlandais et ancienne compagne d'Alain Delon, Rosalie van Breemen, dont il divorce au mois de juillet 2008. Le 6 février 2014, il épouse Christine Coulaud[réf. nécessaire].
En 1972, après son diplôme de l'Institut et centre d'optométrie de Bures-sur-Yvette, il ouvre son premier magasin au Bouscat, dans la banlieue de Bordeaux, à l'âge de 24 ans. En 1978, il crée la chaîne d'opticiens qui porte son nom, par le biais d’un réseau de franchises. Il est parvenu à imposer sa marque sur le marché français de l'optique — notamment grâce à plusieurs publicités marquantes autour de sa personne (« Il est fou, Afflelou... il est fou ! »).
À la date du 6 novembre 2007, le fonds d'investissement Bridgepoint Capital, par l'intermédiaire de la société 3 AB Optique Financement, est propriétaire de 96,08 % de la société Alain Afflelou. En juillet 2012, Lion Capital Brand entre au capital du groupe Alain Afflelou jusqu'à hauteur de 77,19 %, Alain Afflelou détenant quant à lui 21,97 % du groupe.
Après avoir habité à Genève et à Paris, il vit à Paris et à Biarritz avant de s'installer à Londres.
En décembre 2012, l’opticien dénonce une « fiscalité injuste et confiscatoire » (en France), mais s'installe en réalité au Royaume-Uni pour des raisons professionnelles et indépendantes de ses déclarations. Il dit sur RTL le 22 décembre 2012 qu'il continuera de payer une partie de ses impôts en France, notamment l'impôt de solidarité sur la fortune (ISF). Le 27 janvier 2014, le quotidien Le Monde cite entre autres le nom d'Alain Afflelou comme évadé fiscal en Suisse, dans le cadre de l'affaire du fichier d'HSBC.

## Activités dans le sport

### Football
Alain Afflelou réalise un premier partenariat dans le football, entre 1986 et 1988, avec l'AS Monaco qui devient champion de France. Il devient ensuite président des Girondins de Bordeaux, qui évoluent en 1re division, de 1991 à 1996. 
De juillet 1996 à 2001, il est président de l'US Créteil (D3 puis D2). En 1998, alors que le club a de bons résultats en 3e division et une bonne chance d'accéder à la 2e division au terme de la saison, il comprend que le stade Dominique-Duvauchelle, avec ses 12 500 places, aura peu de chances d’être homologué tel quel. Il construit alors le projet de déménager le club au Stade de France qui ne possède pas de club résident. Mais, devant l'avis négatif des supporteurs et de la plupart des dirigeants, l’US Créteil reste dans son stade d’origine où des travaux d'agrandissement et de mise aux normes sont effectués lors de la montée en deuxième division en 1999. Il décide de quitter le club deux ans plus tard.
En 2004, Alain Afflelou souhaite racheter le Racing Club de Strasbourg. Mais c'est finalement Philippe Ginestet qui devient président après de longues tractations.
De 2006 à 2009, Alain Afflelou est partenaire du Paris Saint-Germain. Puis il sera de nouveau le sponsor de l'ASM de 2014 à 2016 et lors de la saison 2019-2020,. 
En 2016, il est partenaire officiel de la Coupe de la Ligue. En 2020, il annonce la prolongation de son partenariat avec l'ASM jusqu'en 2022.

### Rugby à XV
Le 10 octobre 2007, la société Alain Afflelou devient le partenaire officiel de l'Aviron bayonnais, dont il prend la présidence le 10 décembre 2011.
Le 21 février 2014, Alain Afflelou présente sa démission alors que le club occupe la 12e place du Top 14. En mai 2014, après avoir d'abord annoncé une réduction de sa participation au budget, Alain Afflelou renforce au contraire sa position au sein du club, dont il détient alors près de 40 %.
En mars 2015, Alain Afflelou revend ses parts, qui avoisinent les 50%, aux vingt-et-un actionnaires de l'Aviron bayonnais, qui s'unissent dans la société AB Lagunak. Afflelou reste néanmoins le principal sponsor du club en donnant 200 000 € pour les maillots.

## Décorations
Alain Afflelou a été fait chevalier de la Légion d'honneur le 31 décembre 2006.

## Affaires
En septembre 2010, Alain Afflelou a été entendu, en tant que témoin assisté, dans l'enquête sur le financement de l'usine de chauffage ClimaDef, à La Défense. Selon le journal Libération, la justice le soupçonne d'avoir touché des commissions occultes à la suite d’un prêt de 72,5 millions d'euros,.